# Shiv Kapur

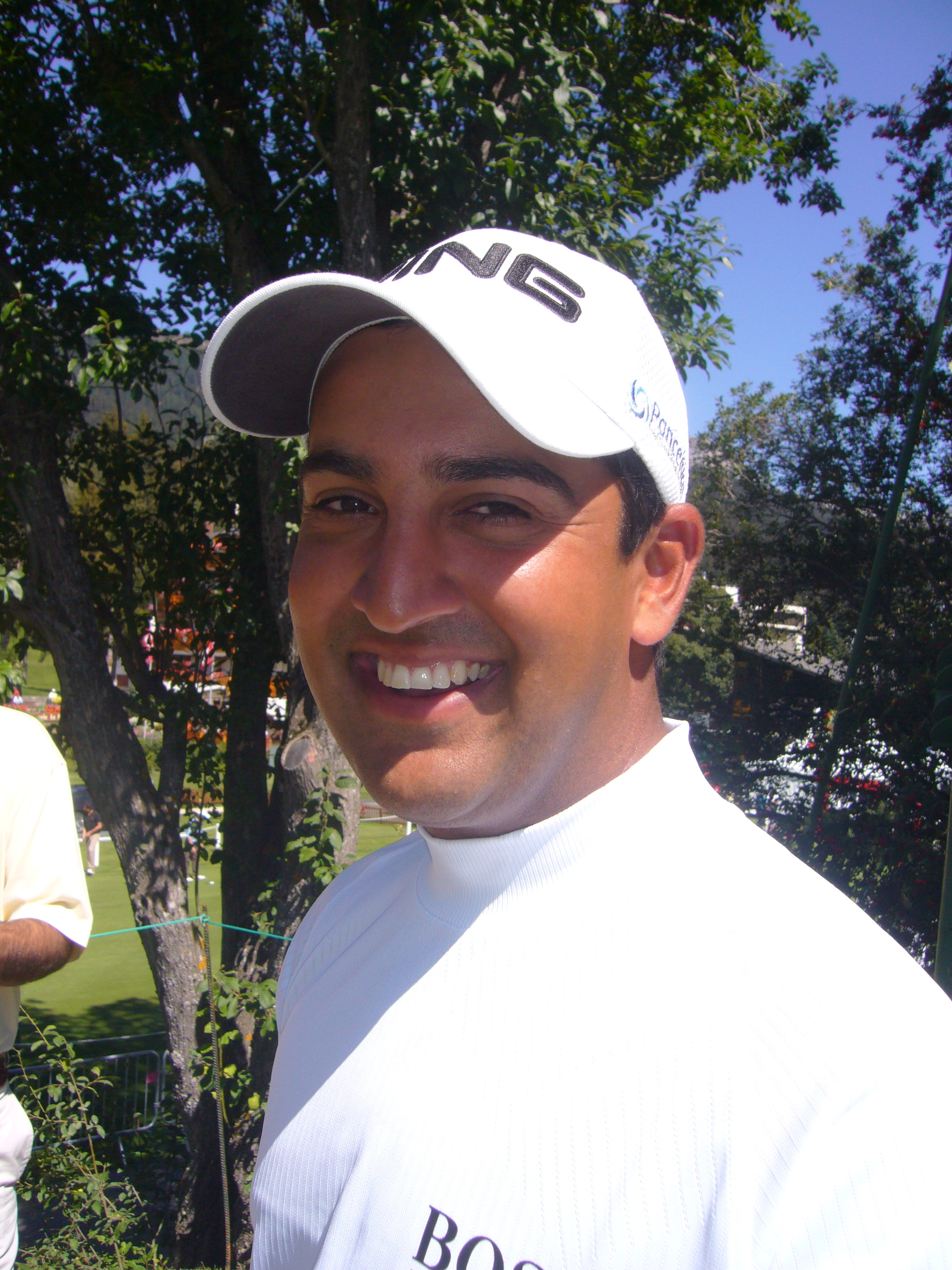
European Masters in Crans.

Shiv Kapur (New Delhi, 12 februari 1982) is een professioneel golfer uit India.
Zijn coach is  Peter Murphy uit Dallas (Texas).

## Amateur
Kapur was lid van de Delhi Golf Club en zat op school op de Vasant Vihar Modern School. Na het winnen van de gouden medaille in Korea ging Kapur naar de Verenigde Staten om zijn studie af te maken. Zijn vader gaf de voorkeur aan Harvard maar hij verkoos de Purdue-universiteit, waar meer tijd aan sport besteed kan worden. Ondertussen speelde hij daar de amateurstoernooien.

### Gewonnen
- 2000: Indian Amateur Open, Malaysian Amateur Open
- 2002: Asian Games Individual Gold Medal in Korea

### Teams
- Eisenhower Trophy: 2000, 2002
- Bonallack Trophy: 2002 (winnaars), 2004 (winnaars)

## Professional
Kapur werd in 2004 professional en behaalde in zijn tweede seizoen op de Aziatische PGA Tour zijn eerste overwinning op de Volvo Masters. Op de Order of Merit eindigde hij op de 4de plaats.
In 2006 verdiende hij genoeg om een spelerskaart voor de Europese Tour 2007 te krijgen. Zijn eerste overwinning werd de Gujarat Kensville Challenge  en aan het einde van het seizoen won hij ook de Grand Final.
Ondertussen had hij in oktober 2013 de CIMB Classic van de Amerikaanse PGA Tour gespeeld. Hij eindigde daar op de 16de plaats en steeg daardoor naar de 200ste plaats op de wereldranglijst. 

### Gewonnen
- 2005: Volvo Masters of Asia in Bangkok
- 2013: Gujarat Kensville Challenge  (14), Grand Final